# Joseph-Odilon Duval
Joseph-Odilon Duval (né le 13 mai 1895 à Saint-Calixte et mort le 16 mars 1966 dans la même ville) est un homme politique québécois. Il a été le député du district électoral de Montcalm pour le Parti libéral de 1939 à 1944.